# Sony Mavica

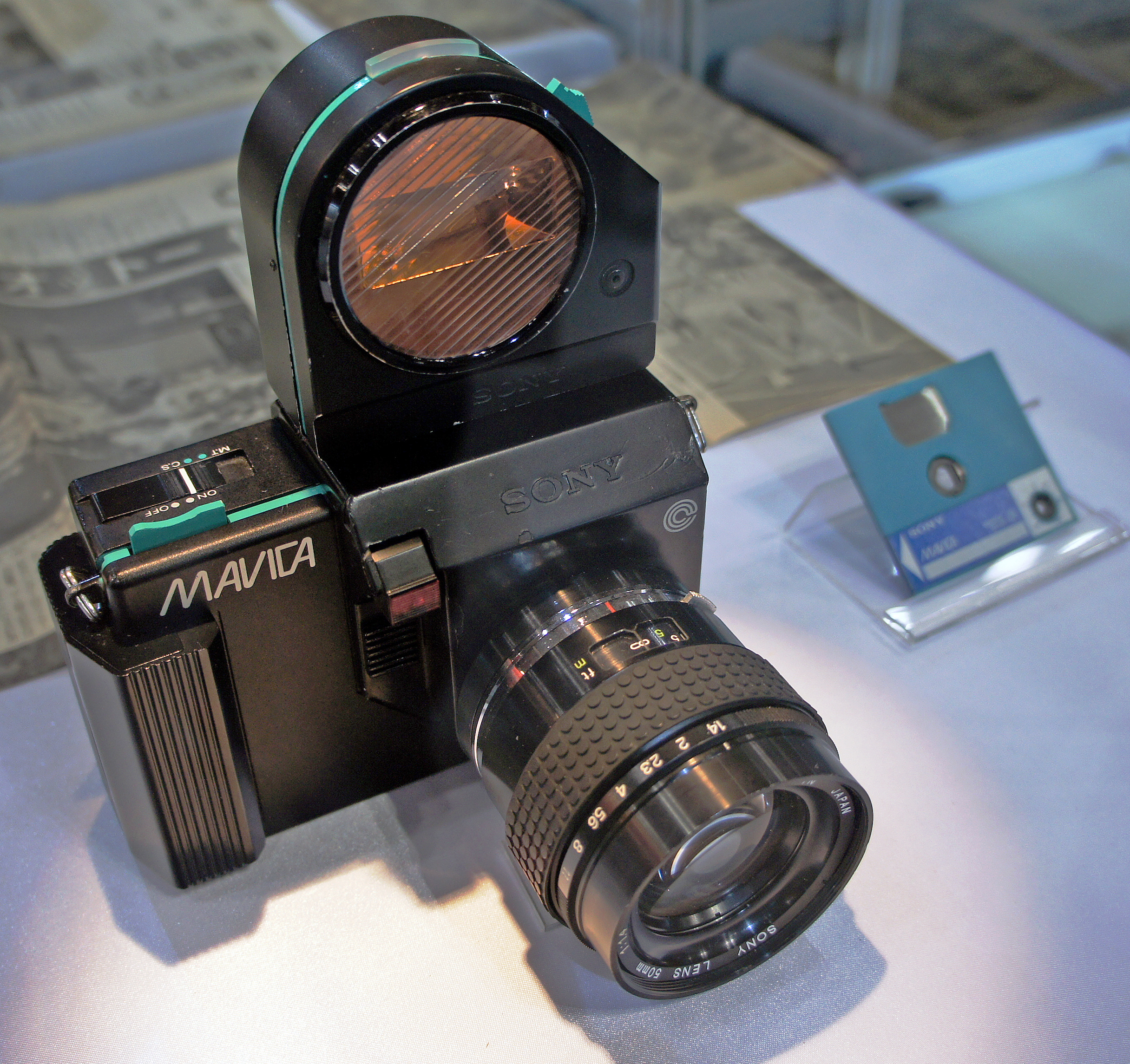
Mavica, primo modello del 1981

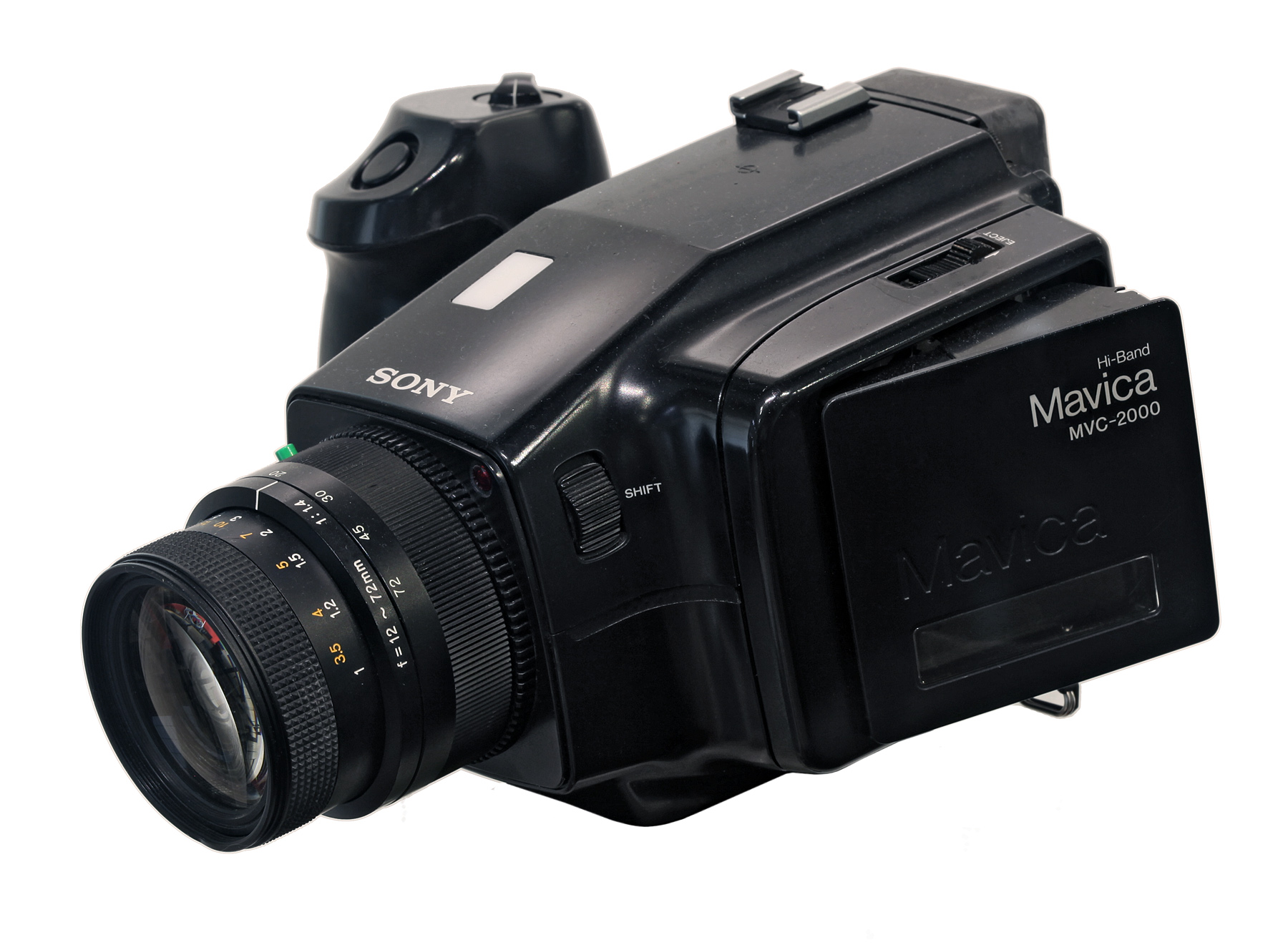
Mavica MVC 2000, un modello analogo a partire dalla metà degli anni 1980

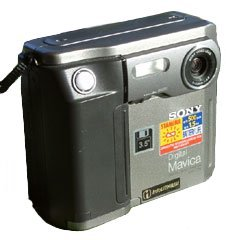
Digital Mavica FD5, primo modello digitale

Mavica (Magnetic Video Camera) è un marchio di Sony per le fotocamere che utilizzavano un floppy come supporto di memorizzazione principale. I modelli Mavica furono i primi a registrare le immagini su un supporto digitale mobile invece che su una normale pellicola.
La linea Mavica, in auge negli anni ottanta, è stata ritirata dal commercio. Sony continua a produrre fotocamere digitali "point-and-shoot" nella serie Cyber-shot, che usa tecnologia di memorizzazione di tipo Memory Stick.